# عرض النوبة (بعدان)

تعديل مصدري - تعديل

عرض النوبة محلة تابعة لقرية بيت البعدانى، التابعة لعزلة الدعيس بمديرية بعدان إحدى مديريات محافظة إب في الجمهورية اليمنية، بلغ تعداد سكانها 49 حسب تعداد اليمن لعام 2004.